# Azur A
L'Azure A est un composé organique de formule chimique C14H14ClN3S. Il s'agit d'un colorant bleu clair à bleu foncé.
Il est utilisé comme test de dépistage des mucopolysaccharides. Il peut également être utilisé pour colorer le lysosome dans les frottis sanguins, et est souvent utilisé dans la coloration de Giemsa.